# 대령숙수
대령숙수(待令熟手)는 조선시대 궁중의 남자 조리사를 일컫는 말이다. 대령(待令)이란 왕명을 기다린다는 뜻이고 숙수(熟手)는 요리사란 뜻이다.
이들은 궁중음식을 맡은 이조(吏曹) 사옹원(司饔院)에 속해 있었으며 총책임자는 정3품의 제거였고 그 밑에 재부, 선부, 조부, 임부, 팽부 들이 각 수라간(水剌間) 조리를 책임지고 있었다. 이들은 모두 종6품에서 종9품까지의 품계를 지닌 조리 기술자로 중인계급이었다. 대령숙수는 세습(世襲)에 의해 대대로 이어졌고, 궁 밖에 살면서 궁중의 잔치인 진연(進宴)이나 진찬 때 입궐해 음식을 만들었다. 임금의 수라상은 평소에는 소주방(내소주방,외소주방)(燒廚房)에서 만들었고, 진연과 같은 큰 잔치 때에는 가가(假家)를 지어서 음식을 만들었다. 나라의 잔치 때에는 숙설청(熟設廳)에서 잔치의 모든 차비를 하는데, 진연의 경우 진연도감(進宴都監)이 일시적으로 설치되고 숙설소(熟設所, 궁중에서 큰 잔치를 준비하기 위해 임시로 세운 주방)를 세웠다. 숙설소에는 감관이 파견되고 40~50명에 이르는 숙수가 음식을 담당하였다.
구한말 왕조의 몰락으로 고종의 숙수였던 안순환이 1903년 황토마루에 요리집 명월관을 세우면서 일반인에게도 궁중음식이 알려졌다.